# Архив на Република Сръбска
Архивът на Република Сръбска (на сръбски: Архив Републике Српске) е официална административна институция на Република Сръбска, под юрисдикцията на Министерството на образованието и културата на Република Сръбска. Там се събират, съхраняват, защитават, обработват, подреждат и публикуват архивни материали за използване от цялата територия на страната.

## История
Архивът на Република Сръбска е създаден на 11 септември 1993 г., със Закона за министерствата („Официален вестник на Република Сръбска“ № 19/93), година след започването на войната в Босна и Херцеговина. Преди това седалището в Баня Лука е било: Архив на град Баня Лука (1953 – 1956), Архив на окръг Баня Лука (1956 – 1963) и Архив на Босненска Крайна (1963 – 1993).

## Организация
В архива на Република Сръбска като основна организационна единица се формира следното:
1. Секция за класификация и анализ на архивите
2. Секция за надзор над Службите по вписванията, правни и общи дела.

Секцията за класификация и анализ на записите е организирана, както следва:
- Отдел за класификация и анализ на архивите
  - Експлоатация на депа и техническа и технологична защита на документите
  - Информационни и документационни операции
  - Операции по класифициране и анализ на записите
  - Операции, предоставящи услуги на потребителите и разпространение на информация
  - Библиотечни операции
- Отдел за научноизследователска работа и представяне на записите
  - Операции по представяне на записи и издателска дейност
  - Научни и изследователски операции
  - Дейности на културната, образователната и информационната дейност

В отдела за класификация и анализ на архивите действат пет регионални звена, организирани въз основа на териториалния принцип:
- Регионално звено в Добой
- Регионално звено в Зворник
- Регионално звено във Фоча
- Регионално звено в Източно Сараево
- Регионално звено в Требине

Секция за надзор над Службите по вписвания, правни и общи въпроси е организирана, както следва:
- Отдел за защита на архивите извън архива
- Надзор на дейността на Службите по вписванията
- Операции по предоставяне на експертна помощ на притежателите на материалите от Службата по вписванията
- Отдел по правни и общи въпроси
- Общи, правни и кадрови дела
- Финансови и счетоводни въпроси